# Rathaus Noyen-sur-Seine
Koordinaten: 48° 27′ 9,4″ N, 3° 21′ 3,7″ O

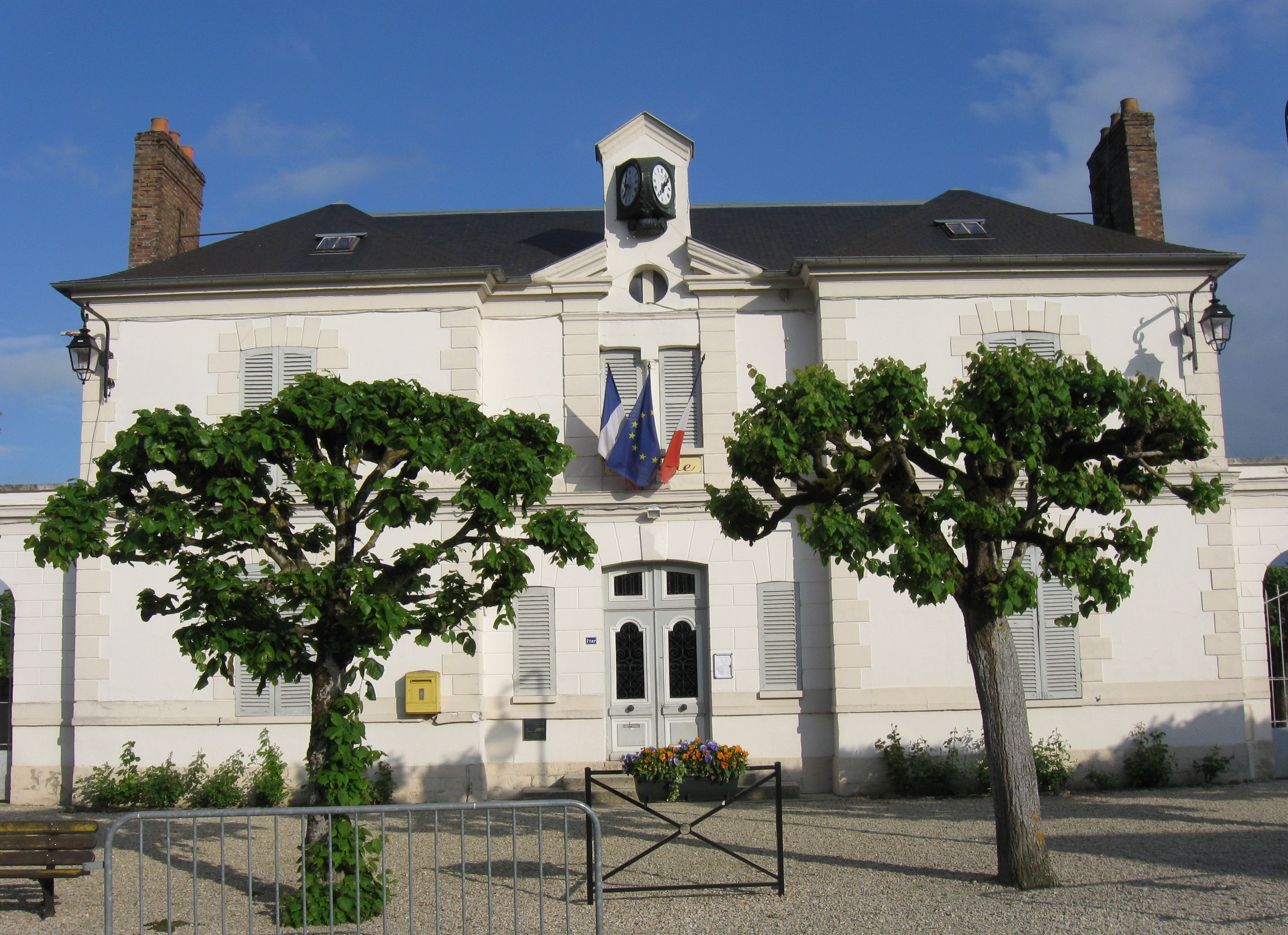
Rathaus in Noyen-sur-Seine

Das Rathaus (frz. Mairie) in Noyen-sur-Seine, einer französischen Gemeinde im Département Seine-et-Marne in der Region Île-de-France, wurde von 1870 bis 1872 errichtet. Das Rathaus in der Rue de l’Église diente ursprünglich auch als Schule und besaß eine Lehrerwohnung im Obergeschoss.
Der zweigeschossige Bau aus verputztem Bruchsteinmauerwerk und Haustein für die Eckquaderung und Fensterrahmung besitzt zwei risalitartige seitliche Baukörper. Die Portalzone wird von einem gesprengten Giebel bekrönt über dem sich ein Aufbau mit Uhr erhebt.